# Sarah Sutton
Sarah Sutton est une actrice anglaise née le 12 décembre 1961 à Basingstoke (Royaume-Uni). Elle est principalement connue en Angleterre pour son rôle de Nyssa dans la série de la BBC Doctor Who.

## Carrière
Commençant très tôt dans une école de danse où elle étudia le ballet, Sarah Sutton fut choisie à l'âge de 11 ans pour jouer Alice dans l'adaptation télévisuelle de 1973 d'Alice au pays des merveilles devenant la plus jeune actrice à avoir incarné ce rôle. Après cette performance, Sarah Sutton apparaît dans de nombreuses séries télé comme The Moon Stallion (1978) ou dans une version télévisée des Sorcières de Salem (1980).
Elle rejoint le casting de la série Doctor Who sur la 18e saison, par l'épisode « The Keeper of Traken » en janvier 1981. Son personnage reste à l'antenne durant deux saisons, d'abord accompagnant le 4e Docteur (joué par Tom Baker) puis le 5e (Peter Davison.) Son dernier épisode fut « Terminus » diffusé en février 1983. À cette occasion, elle passe la plus grande partie de l'épisode avec un t-shirt léger laissant entrevoir sa poitrine. Si le scénario précisait que cela permettait de faire comprendre que le personnage est malade, elle avoue plus tard que la production les prévoyaient comme des plans assez gratuits destinés aux fans,.
Après son départ de la série, elle s'arrête de jouer afin d'élever sa fille, Hannah. Elle apparaît toutefois brièvement dans le dernier épisode joué par Peter Davison, « The Caves of Androzani » (1984) et revient à la télévision à la fin des années 1980 jouant dans les séries Casualty et Unnatural Pursuits. Elle reprend brièvement le rôle de Nyssa dans l'épisode anniversaire de 1993 « Dimensions in Time » et joue dans plusieurs pièces audiophoniques tirées de l'univers de Doctor Who.